# Soul (pel·lícula)
Soul és una pel·lícula de comèdia dramàtica d'animació infogràfica dels Estats Units produïda per Walt Disney Pictures i Pixar Animation Studios i distribuïda per Walt Disney Studios Motion Pictures. És dirigida per Pete Docter i codirigida per Kemp Powers, amb guió de Docter, Powers, Mike Jones i Tina Fey. Les veus originals són de Jamie Foxx, Tina Fey, Questlove, Phylicia Rashad, Daveed Diggs i Angela Bassett.
La pel·lícula s'havia d'estrenar als cinemes, però a causa de la pandèmia de Covid-19 es va estrenar directament en Disney+ el 25 de desembre del 2020. Ha estat doblat al català.

## Argument
Joe Gardner, un professor de música de secundària, fa temps que somnia a actuar als escenaris com a músic de jazz i finalment n'aconsegueix l'oportunitat després d'impressionar altres músics de jazz durant una obertura al Half Note Club. Tanmateix, un accident inoportú fa que l'ànima de Gardner se separi del seu cos i comenci a anar cap al més enllà, un món on les ànimes poden desenvolupar personalitats, peculiaritats i trets abans de tornar a la Terra. Allà, Gardner ha de treballar amb ànimes en entrenament en el més enllà, com ara la 22, una ànima amb una visió fosca de la vida, per a poder tornar a la Terra abans que mori el seu cos i també per a poder actuar abans que el seu enemic Paul intenti robar-li el somni.

## Repartiment
- Jamie Foxx com a Joe Gardner, un professor de música apassionat l'ànima del qual se separa del seu cos després d'un accident.[2]
- Tina Fey com a 22, una ànima atrapada al més enllà amb una visió fosca de la vida.[2]
- Questlove com a Curly, un bateria de la banda de Joe.[3][4]
- Phylicia Rashad com a mare de Joe.[3][4]
- Daveed Diggs com a Paul, la nèmesi del veïnat de Joe.[2][3][4]
- Angela Bassett com a Dorothea Williams, un músic de jazz respectat.[5]
- Richard Ayoade com a Jerry, un conseller d'ànimes abstracte al més enllà.[6]
- Cody Chesnutt com a cantant sense guitarra.[7]

A més a més, John Ratzenberger hi interpreta un paper desconegut.

## Recepció

### Crítica
Al lloc web d'agregador de crítiques anomenat Rotten Tomatoes, Soul té una puntuació d'aprovació del 95% basada en 342 ressenyes, amb una puntuació mitjana de 8,3/10. El consens crític del lloc diu: "És una pel·lícula tan bella de contemplar com de mirar i demostra que el poder de Pixar per oferir un entreteniment excel·lent per a totes les edats es manté intacte". Metacritic, que utilitza una mitjana ponderada, va assignar a Soul una puntuació de 83 sobre 100 basats en 55 crítics, la qual cosa indica "aclamació universal".
Diversos periodistes van elogiar Soul per la seva creativitat, que van veure com un exercici de l'experiència de Docter, ja que per alguns crítics la pel·lícula va ser considerada un retorn a la forma de Pixar. Leslie Felperin (The Hollywood Reporter) i Jason Solomons (TheWrap) van descriure la pel·lícula com el seu punt àlgid. Solomons, a més a més, va destacar especialment "el seu art visual colorit i la seva saviesa suau". A. O. Scott del New York Times va elogiar sobretot la seva "combinació d'habilitat, sentiment i inspiració".
La història, els personatges i la música en general eren fonts d'elogi. Kaleem Aftab d'IndieWire va esmentar que la narració "[es va desviar] en moltes direccions inesperades, de manera que fins i tot el punt final inevitable sembla just." Brian Truitt de USA Today va destacar les actuacions de Foxx i Fey. Per Time Out Dubai, Whelan Barzey creia que la història de Joe podria agradar a moltes generacions. Felperin i Peter Travers (ABC News) van elogiar la partitura musical, anomenant-la "sublim". Truitt i Travers van destacar Batiste, Reznor i Ross pels seus mèrits musicals.
Les crítiques no van ser uniformement positives, però. Kirsten Acuna d'Insider va comentar que "Pixar havia fet uns quants passos enrere" en la seva "sensibilitat" racial, ja que Soul va utilitzar el mateix trope de "convertir els personatges negres en criatures". Molly Freeman, de Screen Rant, va reconèixer el "missatge de la pel·lícula sobre el sentit de la vida i trobar un propòsit, però és caòtic i es fa encara més enfosquit per les preguntes que la pel·lícula planteja i no aconsegueix a respondre. Al final Soul perd gran part del seu impacte emocional, ja que a l'últim terci de la pel·lícula, Soul sembla correr cap a la línia meta de la història sense dedicar el pes corresponent als temes i a la línia emocional de la pel·lícula." Charles Pulliam-Moore de Gizmodo va escriure que "L'ànima no es presenta tant com una celebració seriosa de la Blackness quotidiana, sinó que més aviat n'és una representació que està pensada per al consum del públic blanc."